# Gestüt Auenquelle

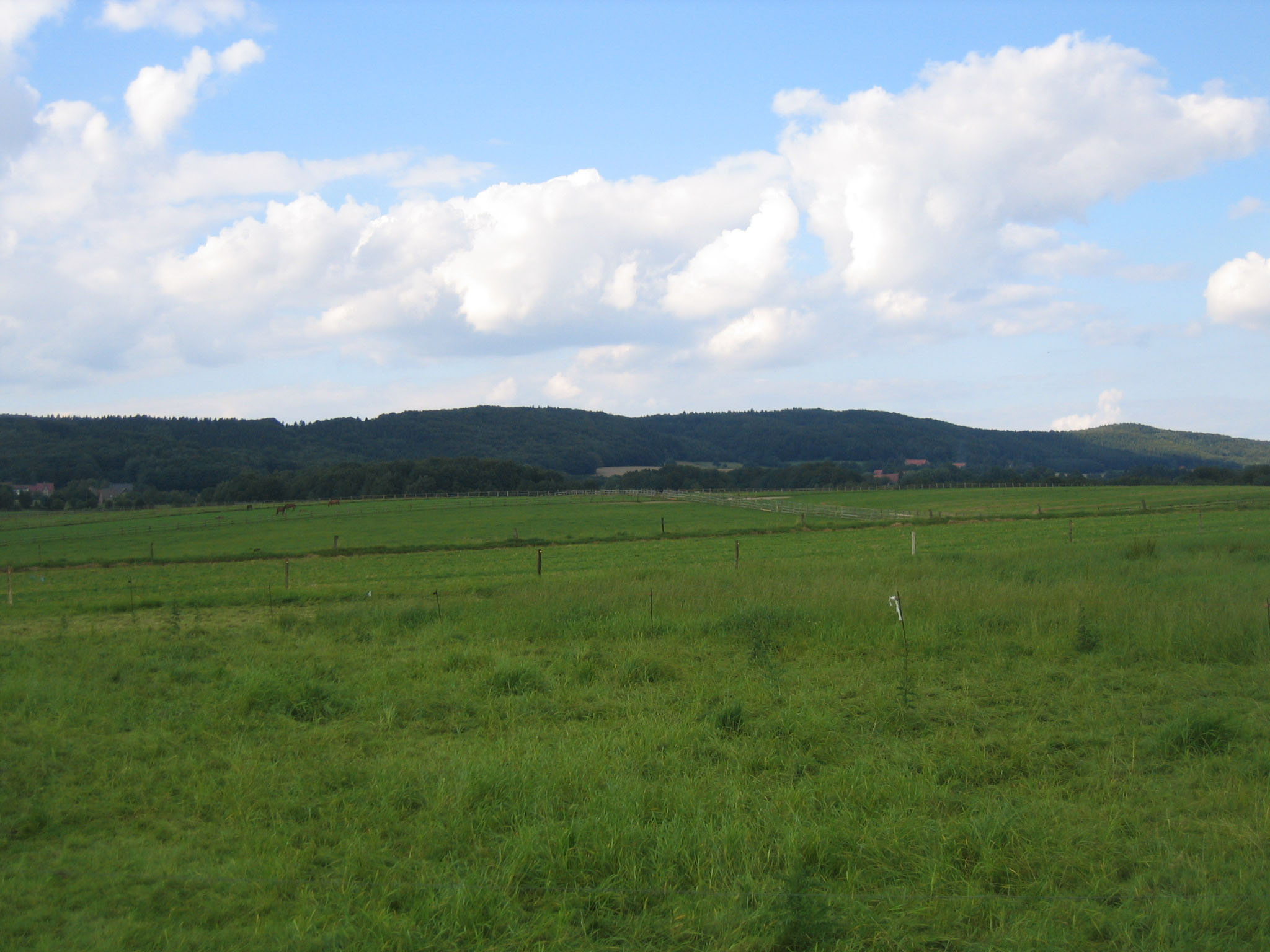
Pferdekoppeln des Gestüts in Bieren-Dono. Blick auf Donoer Berg.

Das Gestüt Auenquelle ist ein deutsches Vollblut-Gestüt. Das am Südhang des Wiehengebirges an der Quelle der Großen Aue gelegene Gestüt entwickelte sich innerhalb weniger Jahrzehnte mit wenig Geld zu einer der führenden Zuchtstätten des Landes.

## Anfänge
Die Geschichte begann als Karl-Dieter Ellerbracke im Frühjahr 1975 eine Einladung zu einer (Trainings)Arbeit des hoffnungsvollen Junghengstes Windwurf auf dem Gestüt Ravensberg bekam. Der damals im Pferdesport noch völlig unbedarfte, gelernte Elektriker stellte prompt die Frage: Wer ist Windwurf und welche Arbeit verrichtet er? Nach dem Gestütsbesuch wollte nun Ellerbracke unbedingt selbst ein Rennpferd haben. Am 6. April kauften Ellerbracke und seine Frau Helge schließlich den fünfjährigen Hengst Kalk. Mit den ersten so erworbenen Rennpferden errang Ellerbracke einige kleinere Achtungserfolge, aber zu seinem Verdruss schieden alle frühzeitig durch Verletzungen aus dem Rennbetrieb. Ellerbracke entschloss sich daraufhin, selbst zu züchten. Die ehemalige Zwergschule im Rödinghauser Ortsteil Bieren-Dono, die Helge Ellerbracke von Frau Luise Rüter 1970 geschenkt wurde und der Familie fortan als Wohngebäude diente, drängte sich dafür regelrecht auf, denn zu diesem Anwesen gehörten einige Ställe und einige Hektar fruchtbares Agrarland.

## Grimpola
Die 1982 gezogene Stute Grimpola war der erste große Zuchterfolg des Gestütes, mit dem es aus dem Gros der kleinen Züchter und Besitzer heraustrat. Sie war eine Tochter eben jenes Windwurfs, der auch ganz am Anfang der Gestütsgeschichte stand. Mit ihr gewann Auenquelle 1985 unter anderem die klassischen 1000 Guineas und platzierte sich im Preis der Diana. Ellerbracke erkannte sehr früh, dass man mit der klassischen Zuchtformel "Breed the Best to the Best" finanziell auf keinen Grünen Zweig kommen kann, und man deshalb auch seine besten Stuten verkaufen muss, wenn man dafür einen hohen Preis bekommt. Hinzu kommt, dass die Töchter erfolgreicher Rennstuten in der Zucht oft erfolgreicher sind als ihre berühmten Mütter, selbst wenn sie auf der Rennbahn keine ähnliche Leistung gezeigt haben. So war es auch bei Grimpola. Auenquelle verkaufte Grimpola an Baron Howard de Walden (1912–1999) für eine hohen Preis und kaufte dem englischen Baron wiederum deren Töchter Gonfalon und Goonda für kleines Geld ab. Beide waren für Auenquelle außerordentlich erfolgreiche Mutterstuten. Gonfalon brachte für Auenquelle unter anderem die zweifache Gruppe I Siegerin Gonbarda, die dann wieder für einen hohen Preis an Scheich Mohammed veräußert wurde. Später kaufte man sich mit Good Harmony auch in den dritten Zweig der Grimpola-Linie ein, der über ihre Tochter Gryada verläuft. Die Grimpola-Linie hat sich mittlerweile in ganz Europa ausgebreitet und ist heute ein wichtiges Aushängeschild für das Gestüt.
Der Erfolg mit Grimpola bewog den erfolgreichen Düsseldorfer Finanzunternehmer Peter Michael Endres, der schon der Besitzergemeinschaft angehörte, die Grimpola auf der Rennbahn laufen ließ, bei Ellerbracke einzusteigen. Der Rheinländische Weltbürger und der Westfälische Provinzler bildeten fortan eine Partnerschaft, die sich hervorragend ergänzte und in der es nur wenige Reibungen gab. Die Partnerschaft wurde in der Form einer GbR realisiert. Mit dem Einstieg von Endres wurde es möglich, das Gestüt beträchtlich zu erweitern. Von der ursprünglichen Donoer Schule sind nur noch ein paar Grundmauern übrig geblieben und ist von außen nichts mehr zu sehen. Man züchtete nun nicht mehr nur für den Eigenbedarf, sondern auch für den allgemeinen Markt von Rennpferden. Als weiteres Standbein wurde das Geschäft mit Pensionsstuten aufgebaut. Das sind die Stuten anderer Züchter, für die sich ein eigenes Gestüt nicht lohnte. Rückblickend muss gesagt werden, dass Grimpola wohl das für die Entwicklung des Gestüts wichtigste Pferd war.

## Big Shuffle
Deckhengst Big Shuffle hat zahlreiche erfolgreiche Zweijährige hervorgebracht und gewann mehrfach das Championat der Vaterpferde in Deutschland. Im Jahre 2006 errang das Gestüt Auenquelle sowohl das Züchter- als auch das Besitzerchampionat im deutschen Galopprennsport. Deckhengst Ransom O’War war der Galopper des Jahres 2003. Areion, Nachkomme von Big Shuffle, war 2010, 2013, 2015 und 2017 Champion-Deckhengst. Seit 2017 ist Soldier Hollow in Auenquelle im Deckeinsatz. Er wurde 2018 und 2019 Champion-Deckhengst.

## Diana Rennstall
Auf dem Mülheimer Raffelberg wurde ein eigener Rennstall, der Diana Rennstall, aufgebaut. Dort wird ein großer Teil der Auenquelle-Pferde durch einen angestellten Trainer trainiert. 
2021 gewann der Hengst und Galopper des Jahres 2020 Torquator Tasso als großer Außenseiter den mit rund 2,8 Millionen Euro dotierten Prix de l’Arc de Triomphe. Trainer des Rennstalls ist Marcel Weiß.

## Sonstiges
Laut einem Pressebericht protestierte die Gestütsleitung gegen zwei (mittlerweile drei) im Süden des Gestüts errichtete Windräder, die die Pferde scheu machen, wobei sich diese daraufhin verletzt haben sollen.